# Lorentz–Lorenz-egyenlet
A Lorentz–Lorenz-egyenlet, mely Clausius–Mossotti-egyenletként is ismert, egy anyag törésmutatója és polarizálhatósága közötti összefüggésre vonatkozik.
A Lorentz–Lorenz-egyenlet legáltalánosabb formája:
{\displaystyle {\frac {n^{2}-1}{n^{2}+2}}={\frac {4\pi }{3}}N\alpha ,}
ahol {\displaystyle n} a törésmutató, 
{\displaystyle N}  a molekulák száma egységnyi térfogatban és
{\displaystyle \alpha }  az átlagos polarizálhatóság
Ez az egyenlet csak bizonyos kristályszerkezetekre érvényes
Egy specializált formája a Lorentz–Lorenz-egyenletnek az  {\displaystyle n} törésmutatóra egy híg gáz esetén
{\displaystyle n\approx {\sqrt {1+{\frac {3Ap}{RT}}}}}
ahol 
{\displaystyle A} a moláris törésképesség,
{\displaystyle p} a gáz nyomása,
{\displaystyle R} az egyetemes gázállandó és
{\displaystyle T} az abszolút hőmérséklet

## Történet
A Lorentz–Lorenz-egyenletet Ludvig Lorenz dán matematikusról és  Hendrik Lorentz holland fizikusról nevezték el. Lorenz 1869-ben publikálta a kutatási eredményét, míg tőle függetlenül Lorentz 1878-ban fedezte fel az összefüggést.